# Raymond Daveluy
Pour les articles homonymes, voir Daveluy.
Œuvres principales
- Andante en mi mineur pour orgue (1955)
- Première sonate pour orgue (1955)
- Deuxième sonate pour orgue (1957)
- Troisième sonate pour orgue (1960; 1980)
- Trois préludes de chorals pour orgue (1964)
- Concerto pour orgue et orchestre en mi (1981; 1989)
- Prélude et fugue pour orgue (1983)
- Quatrième sonate pour orgue (1984)
- Quintette (1989)
- Cinquième sonate pour orgue (1993)
- Sonate pour violon (1996-1997)
- Sixième sonate pour orgue (1998)
- Récitatif et air pour chant et piano (2000)
- Sonate pour violoncelle et piano (2008)

Raymond Daveluy, né le 23 décembre 1926 à Victoriaville et mort à Montréal le 1er septembre 2016, est un organiste, improvisateur, compositeur et professeur émérite québécois.

## Biographie
Raymond Daveluy est le fils de Lucien Daveluy (1892-1975), organiste (lui-même fils d'Adolphe Daveluy, marchand fondateur de Daveluyville), et de Renée Dunn. Il est marié avec Hilda Metcalfe, pianiste, originaire d'une vieille famille anglaise de Montréal. Il est le frère de la cantatrice Marie Daveluy. Le chorégraphe René Daveluy est leur neveu.
À 11 ans, en 1937, il commence ses études musicales avec son père, à Victoriaville. Deux ans plus tard, il étudie à Montréal les matières théoriques (1939-1946) auprès de Gabriel Cusson et l’orgue (1942-1948) auprès de Conrad Letendre. Il fait aussi son cours classique au Collège Jean-de-Brébeuf, où il côtoie déjà le professeur de piano, le compositeur Jean Papineau-Couture, qui avait étudié auprès de Nadia Boulanger et rencontré Stravinsky, et qui tenait des conversations sur l'esthétique musicale et sur l'orientation de la musique.
Lauréat de la bourse du Prix d'Europe 1948, Raymond Daveluy poursuit ses études d'orgue à New York avec Hugh Giles.
Il occupe successivement les fonctions d’organiste à Montréal, dans les églises Saint-Jean-Baptiste (1946-1951), Immaculée-Conception (1951-1954) et Saint-Sixte (1954-1959), avant de devenir organiste titulaire du grand orgue Beckerath de l'Oratoire Saint-Joseph de Montréal durant 42 ans (1960-2002), où il est assisté de Rachel Laurin de 1986 à 2002.
Conférencier souvent invité à l'Université McGill de Montréal (à compter de 1966), il enseigne l'orgue et l'improvisation, principalement au Conservatoire de musique de Montréal de 1956 à 1960, institution qu'il dirige de 1974 à 1978. Il est aussi professeur au Conservatoire de Trois-Rivières de 1966 à 1967 et directeur de cette institution de 1970 à 1974.
Avec Bernard Lagacé, Mireille Bégin-Lagacé, Kenneth Gilbert, Gaston Arel et Lucienne L’Heureux-Arel, il fonde la société Ars Organi (1960-1973) pour la promotion de la musique d'orgue de qualité. Ses tournées de récitals le conduisent en Europe, en Asie, et aux États-Unis.
Il joua, notamment, au Royal Festival Hall de Londres et au congrès international organisé par l'American Guild of Organists à Philadelphie (1977), à Tokyo et à Séoul (Japon et Corée, 1979), à la Cathédrale Notre-Dame de Paris (France, 1986) et au congrès international des organistes à Cambridge (Angleterre, 1987).
Il est membre des jurys de plusieurs concours internationaux d'orgue : Munich (Allemagne, 1971), Philadelphie (États-Unis, 1977), St Albans (Royaume-Uni, 1979 et 1985), Chartres (France, 1986) et Calgary (Canada, 1998).
Il est le premier organiste nord-américain à participer au Concours international de Haarlem (Pays-Bas, 1959) — dont il fut d'ailleurs lauréat.
En 1995, avec les compositeurs Anne Lauber, Rachel Laurin et Alain Payette, Raymond Daveluy est membre-fondateur des Mélodistes Indépendants, un regroupement « pour une musique moderne accessible », qui reçoit alors un remarquable appui du public et qui publie en 1996 le livre Pour l'amour de la musique.
Compositeur agréé du Centre de musique canadienne, il écrit en 2008 une sonate pour violoncelle et piano, que créèrent Carole Sirois et Jean Marchand, à la Chapelle historique du Bon-Pasteur le 24 octobre de la même année.

## Compositions
Passé maître en improvisation comme organiste, Raymond Daveluy se fait aussi compositeur durant plus de 56 ans (1952-2009). Allant de Préludes de chorals pour orgue, d'une Messe pour voix et orgue et de sept sonates pour orgue, à bon nombre de pièces pour piano et une sonate pour violoncelle et piano, passant par un concerto pour orgue et orchestre, une sonate pour orgue et trompette, une sonate pour violon seul, un quintette pour piano et quatuor à cordes […] et plusieurs œuvres chorales, dont de nombreux arrangements de chants traditionnels de Noël pour chœur et orgue, Raymond Daveluy a composé notamment,, dans l'ordre :
- Quatre Préludes de chorals pour orgue (1952, 1982) : 1. et 2. Liebster Jesu, wir sind hier (2 versions) - 3. Es ist ein Ros' entsprungen - 4. Lobe den Herren (versions manualiter et pedaliter) — Éditions : Europart-Music (1992)
- Messe en mi (1953), pour chœur à voix mixte, solistes ou petit chœur et orgue : 1. Kyrie - 2. Gloria - 3. Credo - 4. Sanctus - 5. Agnus
- Première sonate pour orgue (1955; création en 1979; révision 1981) — Partition : Jacques Ostiguy (1983), sous le titre Andante en mi mineur; Enregistrement : « Raymond Daveluy - Cinq Sonates/Five Sonatas », Rachel Laurin, orgue Beckerath, Oratoire St-Joseph, Montréal, Radio-Canada International, SRC, MVCD 1 111-2 (1996); environ 11 minutes
- Deuxième sonate pour orgue (1957) : 1. Allegro ma non troppo - 2. Largo - 3. Allegro e molto energico — Édition : Jacques Ostiguy (1980)
- Prélude et fugue en mi bémol (1959) — Édition : Jacques Ostiguy (1983)
- Troisième sonate pour orgue (1959-1960; 1980) : 1. Fantaisie - 2. Chaconne - 3. Fugue — Édition : Jacques Ostiguy (1983)
- Trois préludes de chorals pour orgue (1964) : 1. Herzlich tut mich erfreuen - 2. Herzlich tut mich verlangen - 3. Valet will ich dir geben — Partition : Jacques Ostiguy (1980); Enregistrements :« Orgues en Mauricie », Michelle Quintal, orgue Casavant, basilique Notre-Dame du Cap, Cap-de-la-Madeleine, Quint, S-110103 (1991); « Anonyme - Titelouze - Dupré – Daveluy », Jacques Boucher, orgue Cavaillé, Collection « Mortagne-au-Perche », France, Éditions REM, 311237 XCD (1994); environ 10 minutes
- Messe à Saint-Joseph (1970, 1979; 1990, 1993, 1994), pour chœur à voix mixtes, 2 trompettes, 3 trombones et 2 orgues : 1. Introit - 2. Kyrie -3. Gloria - 4. Sanctus - 5. Agnus - 6. Communion
- Concerto pour orgue et orchestre en mi (1980, 1981; 1989) : 1. Allegro - 2. Adagio - 3. Passacaille et fugue — Partition : au Centre de musique canadienne (CMC); Enregistrement : Gaston Arel, orgue Casavant, basilique Notre-Dame, Montréal; Raymond Daveluy, à la direction de l'orchestre, Radio-Canada International (série "Transcription"), SRC 003-RCI 560 (1983); environ 38 minutes
- sur « Straf mich nicht »
- Trois Préludes de chorals sur « Straf mich nicht » (1982; 1994)
- Prélude et fugue pour orgue (1983)
- Sonate pour piano (1983) : 1. Allegro - 2. Scherzo - 3. Adagio - 4. Rondo — Partition : chez le compositeur; Enregistrement : audio-cassette, chez le compositeur; environ 30 minutes
- Quatrième sonate pour orgue (1984) : 1. Fantaisie - 2. Andante - 3. Fugue
- Sonate pour orgue et trompette (1985) : 1. Maestoso, Allegro - 2. Adagio - 3. Allegro — Partition : au Centre de musique canadienne (CMC); Enregistrement : « Trompette et Orgue / Musique canadienne », Sylvain Doyon, orgue Déry-Casavant, église St-Jean-Baptiste, Québec, Louis Larouche, trompette; Interdisc Distribution Inc., S-100 257, (1990); environ 28 minutes
- Quintette pour piano et cordes (1987) : 1. Allegro vivace - 2. Fugue - 3. Scherzo : Allegro - 4. Final : Allegro — Partition : au Centre de musique canadienne (CMC); Enregistrement : Groupe de Chambre de Montréal (Anne Robert, violon, Marcel Mallette, violon, Neal Gripp, alto, Elizabeth Dolin, violoncelle) avec la participation de Louise Bessette, pianiste, Fonovox, VOX 7908-2, Collection Da-Camera; environ 50 minutes
- Cinquième sonate pour orgue (1993) : 1. Allegro agitato e con fantasia - 2. Scherzo - 3. Adagio - 4. Finale
- Épilogue sur « Nun danket » et « Ballerma » (1994) — Partition : au Centre de musique canadienne (CMC); Enregistrement : « Cathédrale St-Jean-l’Évangéliste de St-Jean-sur-Richelieu », Rachel Laurin à l’orgue Casavant; Fonovox VOX 7926-2, Collection « Cathédrales en Musique »; environ 7 minutes
- Sonate pour violon (1996-1997)
- Sixième sonate pour orgue (1998)
- Récitatif et air pour chant et piano (2000)
- Sonate pour violoncelle et piano (2008)
- Septième sonate pour orgue (2009)

## Prix
- 1948 : Prix d'Europe, de l'Académie de musique du Québec
- 1959 : lauréat du Concours international de Haarlem (Pays-Bas)

## Décorations
- 1980 : membre de l'ordre du Canada.
- 1992 : médaille du 125e anniversaire du Canada.
- 1993 : fellow honoris causa du Collège royal canadien des Organistes.
- 2002 : membre honoraire de la Fédération québécoise des amis de l'orgue (FQAO)[2]

## Honneurs
La rue Raymond-Daveluy a été nommée en son honneur, en 1988, dans la ville de Québec.

## Discographie partielle
Raymond Daveluy a enregistré plusieurs disques d'œuvres de Bach, de Marchand, de Corette, de Franck, de Liszt et de Daquin. Il a aussi enregistré plusieurs de ses propres compositions, notamment le Concerto pour orgue et orchestre et ses sonates pour orgue.
- France Orgue Discographie (incomplète) par Alain Cartayrade.
- Récital d’orgue: Bach, Liszt, Franck, Widor, Gigout, Raymond Daveluy aux grandes orgues de l’Oratoire St-Joseph (Montréal), Audiorama, MS 33103, 1979.
- Bach, Liszt, Raymond Daveluy, sur l'orgue Beckerath de l'Oratoire Saint-Joseph-du-Mont-Royal, Montréal : Audiorama, Musicus, MCD 33109-2 (1991)
- Daquin : Nouveau livre de Noëls, Raymond Daveluy, sur l'orgue Beckerath de l'Oratoire Saint-Joseph-du-Mont-Royal, Montréal : Analekta. AN 2 8225 (1996)
- Orgues anciens du Québec, Raymond Daveluy et autres, sur orgue Déry de l'église de Saint-Isidore-de-Dorchester

et autres orgues anciens du Québec : Fonovox, VOX 7829-2 — coffret de 5 disques (1996)
- Raymond Daveluy - Les cinq Sonates pour orgue, Rachel Laurin à l’orgue Beckerath de l’Oratoire St-Joseph de Montréal, Riche Lieu RIC2-9991, 1996.

### Notices
- Biographie de Raymond Daveluy, Encyclopédie de la musique au Canada.
- Raymond Daveluy : biographie, œuvres, extraits, Centre de musique canadienne (CMC).